# Eva Sršen
Eva Sršen (Ljubljana, Eslovénia, 1951) é uma cantora eslovena, que teve uma carreira curta na Jugoslávia da música pop na primeira metade da década de 1970.
Ela se tornou conhecida ao vencer o Pesmi Evrovizije 1970, a selecção jugoslava para o Festival Eurovisão da Canção. Esse ano, ela cantou a música "Pridi, dala ti bom cvet" no Festival Eurovisão da Canção 1970, em Amesterdão, tendo o 11 º lugar. A versão single vendeu bem na Jugoslávia, assim como sua música de acompanhamento, "Ljubi, ljubi, ljubi ".
Em 1974, ela competiu na seleção jugoslava, desta vez cantando a música "Lepa ljubezen", acabando em 9º lugar entre 12 participantes. Desde meados dos anos 1970, Srsen deixou a indústria da música e nada mais foi ouvido falar dela, mas é assumido que ela ainda está vivendo na Eslovénia.